# Primirje iz Mudrosa
Primirje iz Mudrosa (tur.: Mondros Ateşkes Antlaşması) je naziv za sporazum o prekidu vatre potpisan 30. listopada 1918. između Osmanskog Carstva i Velike Britanije kao predstavnika Antante potpisan u luci Mudros na egejskom otoku Lemnosu.
Sporazum je zapravo bio kapitulacija Osmanskog Carstva u Prvom svjetskom ratu. U ime Osmanskog Carstva sporazum je potpisao Rauf beg ministar mornarice, a s britanske strane admiral Somerset Gough-Calthorpe.

## Ugovor
Na osnovu klauzula tog dokumenta Osmanlije su se obavezale predati svoje preostale nezauzete garnizone u Hedžazu, Jemenu, Siriji, Mezopotamiji, Tripolitaniji i Kirenaiki. Antanti je dozvoljeno da zauzme Dardanele, Bospor, Batumi i sve tunele u masivu Taurus. Sile Antante dobile su i dozvolu da u slučaju nereda okupiraju šest armenskih vilajeta u Anadoliji. Isto tako okupatorske snage saveznika dobile su pravo da zauzmu bilo koju strategijsku točku, u slučaju kad bi im sigurnost bila ugrožena.
Osmanska je vojska demobilizirana, a turske luke, pruge i svi ostali strategijski objekti predani su na slobodno korištenje okupacijskim jedinicama Antante.

## Vanjske poveznice
- Armistice of Mudros na portalu Encyclopædia Britannica (engl.)